# Глутаровый альдегид
Глутаровый альдегид (глутаровый диальдегид, пентандиаль) — органическое соединение, альдегид с химической формулой C5H8O2. Прозрачная и бесцветная жидкость, легко растворимая в воде, раздражающе действующая на глаза и лёгкие. Применяется как дубящее средство в производстве кож, также используется в текстильной промышленности и микроскопии.

## Свойства
Имеет вид прозрачной жидкости, как правило без цвета или со слабо-жёлтой окраской. У глутаральдегида резкий запах. Имеет молярную массу 100,12 г/моль, плавится при −14 °C, кипит при 188 °C, при этом разлагаясь. Хорошо растворяется в воде, спирте, эфире и других органических растворителях.
Соединение нестабильно и при хранении полимеризуется. Для превращения обратно в мономерную форму полимер требуется перегонять в вакууме. Также при длительном хранении постепенно повышается кислотность.
Имеет типичные для альдегидов химические свойства. 

## Получение
Синтезируют из 2-бутокси-3,4-дигидропирана реакцией с уксусной кислотой. Полученную реакционную массу нейтрализуют бикарбонатом натрия, затем экстрагируют эфиром и очищают вакуумной перегонкой.

## Применение
Используется как дубитель в кожевенной промышленности, входит в составы различных аппретирующих пропиток при производстве тканей.
В микроскопии дубящие свойства применяются для фиксации тканей при гистохимических и гистологических исследованиях, в особенности для целей электронной микроскопии. При работе с белками используется в качестве сшивающего агента.
Глутаральдегид широко применяется как стерилизующее средство в медицинских учреждениях. Обычно хранится в виде 2% расствора в воде, предварительно забуференным перед употреблением до рН 7,5—8,5.
В аквариумистике 2,5% раствор глутарового альдегида применяют для борьбы с нежелательными водорослями, такими, как "чëрная борода", "вьетнамка", кладофора и другие. 

## Безопасность
Вызывает раздражение дыхательных путей, глаз и кожи человека.
Раздражение глаз и дыхательных путей отмечается при 0,3 млн-1.
У медицинских работников после экспозиции к глутаральдегиду часто наблюдается профессиональный контактный дерматит. Широко распространена экзема кистей рук. Резиновые перчатки, похоже, не обеспечивают защиты. Глутаральдегид одновременно и раздражает, и сенсибилизирует ткани.